# Secondcity
Secondcity, artiestennaam van Rowan Harrington (Chicago, 28 januari 1987) is een Amerikaans-Brits artiest.
Harrington werd geboren in Chicago. Hier heeft hij ook zijn artiestennaam vandaan. Chicago was vroeger de tweede stad van de Verenigde Staten. Op jonge leeftijd verhuisde hij met zijn ouders naar Groot-Brittannië.

## Discografie
| Single met hitnotering(en) in de Vlaamse Ultratop 50 | Datum van verschijnen | Datum van binnenkomst | Hoogste positie | Aantal weken | Opmerkingen |
| ---------------------------------------------------- | --------------------- | --------------------- | --------------- | ------------ | ----------- |
| I Wanna Feel                                         | 2014                  | 14-06-2014            | 12              | *13          |             |
| What Can I Do"                                       | 2014                  | 2014                  | tip8*           |              |             |